# Marco Antonio de Lacavalerie
Marco Antonio de Lacavalerie Moreau (Maripérez, Caracas; 30 de gener de 1924-Caracas, 23 de novembre de 1995), més conegut pel seu sobrenom "Musiú", va ser un destacat narrador esportiu i presentador de televisió veneçolà.

## Carrera
Fill d'emigrants d'origen francès, va estudiar al Colegio San Ignacio de Loyola i el 1940 marxà a Xile per tal d'estudiar enginyeria elèctrica a la Universitat Nacional. Poc després va deixar els estudis i començà a treballar com a locutor al programa Gran Colombia de Radio Cervantes CB 134. El 1941 torna al seu país i comença a treballar a Radio Caracas Radio als programes Desayuno Musical i Tijeretazos del Dial, i posteriorment als musicals A gozar muchachos i Fiesta Fabulosa, ambdós amb l'orquestra Billos Caracas Boys.
El 1955 va substituir Pancho Pepe Cróquer a Cabalgata Deportiva Gillette, que va començar a retransmetre els partits de la lliga nacional de beisbol, i en la qual va fer famós el seu malnom, el Musiú. Posteriorment fou presentador de televisió a Venevisión, on va popularitzar el programa El batacazo de la suerte. Va morir el 23 de novembre de 1995, víctima del càncer de fetge. Va rebre un dels Premis Ondas 1960.